# I liga urugwajska w piłce nożnej (1939)
- Mistrz Urugwaju 1939: Club Nacional de Football
- Wicemistrz Urugwaju 1939: CA Peñarol
- Spadek do drugiej ligi: CA Bella Vista w barażu obronił się przed spadkiem
- Awans z drugiej ligi: nikt nie awansował, gdyż klub Progreso Montevideo przegrał baraż

Mistrzostwa Urugwaju w roku 1939 były mistrzostwami rozgrywanymi według systemu, w którym wszystkie kluby rozgrywały ze sobą mecze każdy z każdym u siebie i na wyjeździe, a o tytule mistrza i dalszej kolejności decydowała końcowa tabela.

## Primera División

### Kolejka 1
| Mecz                                            |
| ----------------------------------------------- |
| CA Bella Vista – CA Peñarol 2:1                 |
| Rampla Juniors – Club Nacional de Football 2:1  |
| Defensor Sporting – Sud América Montevideo 2:2  |
| River Plate Montevideo – Central Montevideo 2:0 |
| Liverpool Montevideo – Racing Montevideo 0:0    |

### Kolejka 2
| Mecz                                              |
| ------------------------------------------------- |
| Racing Montevideo – Club Nacional de Football 1:0 |
| Montevideo Wanderers – CA Peñarol 4:1             |
| River Plate Montevideo – CA Bella Vista 3:2       |
| Sud América Montevideo – Liverpool Montevideo 4:3 |
| Central Montevideo – Defensor Sporting 2:1        |

### Kolejka 3
| Mecz                                                   |
| ------------------------------------------------------ |
| CA Peñarol – Central Montevideo 6:0                    |
| Club Nacional de Football – River Plate Montevideo 0:0 |
| Sud América Montevideo – Montevideo Wanderers 4:1      |
| CA Bella Vista – Rampla Juniors 2:1                    |
| Defensor Sporting – Liverpool Montevideo 4:2           |

### Kolejka 4
| Mecz                                                   |
| ------------------------------------------------------ |
| Club Nacional de Football – Sud América Montevideo 2:1 |
| CA Peñarol – Defensor Sporting 7:0                     |
| CA Bella Vista – Liverpool Montevideo 1:1              |
| Montevideo Wanderers – Rampla Juniors 4:2              |
| Central Montevideo – Racing Montevideo 1:1             |

### Kolejka 5
| Mecz                                              |
| ------------------------------------------------- |
| CA Peñarol – Rampla Juniors 5:0                   |
| Club Nacional de Football – CA Bella Vista 2:0    |
| Montevideo Wanderers – River Plate Montevideo 3:1 |
| Central Montevideo – Sud América Montevideo 2:1   |
| Racing Montevideo – Defensor Sporting 4:1         |

### Kolejka 6
| Mecz                                                 |
| ---------------------------------------------------- |
| Club Nacional de Football – Liverpool Montevideo 4:1 |
| CA Peñarol – Racing Montevideo 5:0                   |
| Sud América Montevideo – Rampla Juniors 3:1          |
| CA Bella Vista – Montevideo Wanderers 2:0            |
| River Plate Montevideo – Defensor Sporting 0:0       |

### Kolejka 7
| Mecz                                               |
| -------------------------------------------------- |
| River Plate Montevideo – CA Peñarol 4:2            |
| Club Nacional de Football – Central Montevideo 6:1 |
| Montevideo Wanderers – Racing Montevideo 3:1       |
| Defensor Sporting – CA Bella Vista 2:0             |
| Liverpool Montevideo – Rampla Juniors 4:2          |

### Kolejka 8
| Mecz                                              |
| ------------------------------------------------- |
| Club Nacional de Football – Defensor Sporting 6:0 |
| Sud América Montevideo – CA Peñarol 1:1           |
| Central Montevideo – Rampla Juniors 1:1           |
| Montevideo Wanderers – Liverpool Montevideo 2:0   |
| River Plate Montevideo – Racing Montevideo 1:0    |

### Kolejka 9
| Mecz                                              |
| ------------------------------------------------- |
| Montevideo Wanderers – Central Montevideo 1:1     |
| Sud América Montevideo – CA Bella Vista 1:1       |
| Liverpool Montevideo – River Plate Montevideo 1:0 |
| CA Peñarol – Club Nacional de Football 2:1        |
| Rampla Juniors – Racing Montevideo 4:4            |

### Kolejka 10
| Mecz                                           |
| ---------------------------------------------- |
| CA Peñarol – Liverpool Montevideo 3:1          |
| Central Montevideo – CA Bella Vista 1:1        |
| Sud América Montevideo – Racing Montevideo 7:1 |
| Rampla Juniors – River Plate Montevideo 1:1    |
| Montevideo Wanderers – Defensor Sporting 1:1   |

### Kolejka 11
| Mecz                                                 |
| ---------------------------------------------------- |
| Central Montevideo – Liverpool Montevideo 1:0        |
| Sud América Montevideo – River Plate Montevideo 1:1  |
| Club Nacional de Football – Montevideo Wanderers 2:0 |
| Rampla Juniors – Defensor Sporting 4:1               |
| CA Bella Vista – Racing Montevideo 2:0               |

### Kolejka 12
| Mecz                                            |
| ----------------------------------------------- |
| CA Peñarol – CA Bella Vista 3:1                 |
| Club Nacional de Football – Rampla Juniors 4:1  |
| Defensor Sporting – Sud América Montevideo 2:1  |
| Central Montevideo – River Plate Montevideo 2:1 |
| Racing Montevideo – Liverpool Montevideo 2:1    |

### Kolejka 13
| Mecz |
| --- |
| Montevideo Wanderers – CA Peñarol 2:2 |
| River Plate Montevideo – CA Bella Vista 1:1 |
| Liverpool Montevideo – Sud América Montevideo 1:0 |
| Central Montevideo – Defensor Sporting 1:1 |
| Racing Montevideo – Club Nacional de Football walkower dla Racing mecz zakończył się wynikiem 1:6, ale został zweryfikowany, gdyż w drużynie Nacional grał nieuprawniony zawodnik |

### Kolejka 14
| Mecz                                                   |
| ------------------------------------------------------ |
| Central Montevideo – CA Peñarol 3:2                    |
| Club Nacional de Football – River Plate Montevideo 4:1 |
| Sud América Montevideo – Montevideo Wanderers 0:0      |
| Rampla Juniors – CA Bella Vista 5:1                    |
| Liverpool Montevideo – Defensor Sporting 4:1           |

### Kolejka 15
| Mecz                                                   |
| ------------------------------------------------------ |
| Club Nacional de Football – Sud América Montevideo 2:2 |
| CA Peñarol – Defensor Sporting 3:1                     |
| Liverpool Montevideo – CA Bella Vista 1:0              |
| Montevideo Wanderers – Rampla Juniors 0:0              |
| Central Montevideo – Racing Montevideo 2:2             |

### Kolejka 16
| Mecz                                              |
| ------------------------------------------------- |
| CA Peñarol – Rampla Juniors 2:0                   |
| Club Nacional de Football – CA Bella Vista 8:2    |
| Montevideo Wanderers – River Plate Montevideo 2:2 |
| Central Montevideo – Sud América Montevideo 4:1   |
| Racing Montevideo – Defensor Sporting 2:2         |

### Kolejka 17
| Mecz                                                 |
| ---------------------------------------------------- |
| Club Nacional de Football – Liverpool Montevideo 4:0 |
| CA Peñarol – Racing Montevideo 4:1                   |
| Rampla Juniors – Sud América Montevideo 4:0          |
| Montevideo Wanderers – CA Bella Vista 3:2            |
| River Plate Montevideo – Defensor Sporting 1:1       |

### Kolejka 18
| Mecz                                               |
| -------------------------------------------------- |
| CA Peñarol – River Plate Montevideo 2:0            |
| Club Nacional de Football – Central Montevideo 5:0 |
| Montevideo Wanderers – Racing Montevideo 2:2       |
| Defensor Sporting – CA Bella Vista 2:1             |
| Liverpool Montevideo – Rampla Juniors 2:0          |

### Kolejka 19
| Mecz                                              |
| ------------------------------------------------- |
| Defensor Sporting – Club Nacional de Football 2:1 |
| CA Peñarol – Sud América Montevideo 3:2           |
| Rampla Juniors – Central Montevideo 2:1           |
| Montevideo Wanderers – Liverpool Montevideo 1:1   |
| River Plate Montevideo – Racing Montevideo 1:0    |

### Kolejka 20
| Mecz                                              |
| ------------------------------------------------- |
| Montevideo Wanderers – Central Montevideo 4:0     |
| Sud América Montevideo – CA Bella Vista 4:1       |
| Liverpool Montevideo – River Plate Montevideo 4:0 |
| Club Nacional de Football – CA Peñarol 1:0        |
| Racing Montevideo – Rampla Juniors 1:0            |

### Kolejka 21
| Mecz                                           |
| ---------------------------------------------- |
| CA Peñarol – Liverpool Montevideo 2:1          |
| CA Bella Vista – Central Montevideo 3:0        |
| Racing Montevideo – Sud América Montevideo 3:1 |
| Rampla Juniors – River Plate Montevideo 4:3    |
| Defensor Sporting – Montevideo Wanderers 3:0   |

### Kolejka 22
| Mecz                                                 |
| ---------------------------------------------------- |
| Liverpool Montevideo – Central Montevideo 1:0        |
| River Plate Montevideo – Sud América Montevideo 2:0  |
| Club Nacional de Football – Montevideo Wanderers 1:0 |
| Rampla Juniors – Defensor Sporting 2:2               |
| CA Bella Vista – Racing Montevideo 2:2               |

### Końcowa tabela sezonu 1939
| Poz | Klub                      | Mecze | Zw | Rem | Por | Pkt | BrZd | BrStr |
| --- | ------------------------- | ----- | -- | --- | --- | --- | ---- | ----- |
| 1   | Club Nacional de Football | 20    | 13 | 2   | 5   | 28  | 60   | 17    |
| 2   | CA Peñarol                | 20    | 13 | 2   | 5   | 28  | 56   | 25    |
| 3   | Montevideo Wanderers      | 20    | 7  | 8   | 5   | 22  | 33   | 28    |
| 4   | Liverpool Montevideo      | 20    | 8  | 3   | 9   | 19  | 29   | 31    |
| 5   | River Plate Montevideo    | 20    | 6  | 7   | 7   | 19  | 25   | 30    |
| 6   | Defensor Sporting         | 20    | 6  | 7   | 7   | 19  | 29   | 44    |
| 7   | Racing Montevideo         | 20    | 6  | 7   | 7   | 19  | 28   | 45    |
| 8   | Central Montevideo        | 20    | 6  | 6   | 8   | 18  | 23   | 42    |
| 9   | Rampla Juniors            | 20    | 6  | 5   | 9   | 17  | 36   | 42    |
| 10  | Sud América Montevideo    | 20    | 5  | 6   | 9   | 16  | 36   | 37    |
| 11  | CA Bella Vista            | 20    | 5  | 5   | 10  | 15  | 27   | 41    |

Ze względu na jednakową liczbę punktów dwóch najlepszych w tabeli klubów rozegrano mecz barażowy o mistrzostwo Urugwaju.
| Data             | Mecz |
| ---------------- | --- |
| 28 kwietnia 1940 | Club Nacional de Football – CA Peñarol 3:2 (1:1,1:0) mecz rozegrany został na stadionie Estadio Centenario Widzowie: 43 000 Sędzia: Aníbal Tejada (Nobel Valentini, Juan José Nilson) Bramki: 1:0 Francisco Arispe 39, 1:1 Adelaido Camaití 85, 2:1 Luis Volpi 98, 3:1 Atilio García 103, 3:2 Adelaido Camaití 110 Club Nacional de Football: Aníbal Paz – Luis Fazio, Juan Ramón Cabrera, Luis Alberto Pérez Luz, Rodolfo Pini, Eugenio Galvalisi, Luis Volpi, Aníbal Ciocca, Atilio García, Francisco Arispe, Roberto Porta. Trener: Héctor Castro. Club Atlético Peñarol: Julio Barrios – Agustín Prado, Mário Barradas, Erebo Zunino, Francisco Palermo, Raúl Rodríguez, Nicolás Orlando, Pedro Lago, Sylvio Pirillo, Severino Varela, Adelaido Camaití. Trener: Athuel Velázquez |

Mistrzem Urugwaju został klub Club Nacional de Football.

### Baraż o utrzymanie się w pierwszej lidze
Konieczne było rozegranie trzech meczów, gdyż liczyły się tylko zdobyte punkty, a nie bramki.
| Mecz                                     |
| ---------------------------------------- |
| Progreso Montevideo – CA Bella Vista 2:1 |
| CA Bella Vista – Progreso Montevideo 2:0 |
| CA Bella Vista – Progreso Montevideo 3:0 |

Klub CA Bella Vista pozostał w pierwszej lidze, a klub Progreso Montevideo w drugiej.

### Klasyfikacja strzelców bramek
| Gole | Piłkarz       | Klub                      |
| ---- | ------------- | ------------------------- |
| 22   | Atilio García | Club Nacional de Football |